# Äntligen hälsa - Yoga
Äntligen hälsa – Yoga var ett TV-program som visades vardagsmorgnar på TV 4 Plus och söndagsmorgnar på TV 4. Det leddes av yogaprofilen Josephine Selander och bygger på hennes Viryayoga.